# Хајпорт (Охајо)
Хајпорт (енгл. Highpoint) насељено је место без административног статуса у америчкој савезној држави Охајо.

## Демографија
По попису из 2010. године број становника је 1.503.
| Група             | 2000.    | 2010.         |
| Белци             | 0 (0,0%) | 1.264 (84,1%) |
| Афроамериканци    | 0 (0,0%) | 70 (4,7%)     |
| Азијати           | 0 (0,0%) | 44 (2,9%)     |
| Хиспаноамериканци | 0 (0,0%) | 65 (4,3%)     |
| Укупно            | 0        | 1.503         |